# Laukansaari (ö i Norra Österbotten)
Laukansaari är en ö i Finland. Den ligger i Ule älv och i kommunen Muhos i den ekonomiska regionen  Uleåborgs ekonomiska region  och landskapet Norra Österbotten, i den centrala delen av landet, 500 km norr om huvudstaden Helsingfors. Öns area är 5,6 hektar och dess största längd är 0,6 kilometer i nord-sydlig riktning.